# 아틀레티코 데 라파엘라
아틀레티코 데 라파엘라(Atlético de Rafaela)는 아르헨티나 산타페주에 있는 라파엘라를 연고로 하는 축구 클럽이다. 이 팀은 1907년 1월 13일에 창단되었으며, 현재 프리메라 나시오날에 참가하고 있다.

## 선수 명단

### 현역
참고: FIFA 자격 규정에 따라 소속된 국가대표팀 국기를 표시합니다. 선수는 복수의 FIFA 비회원국 국적을 가지고 있을 수 있습니다.
| 번호 | 포지션 | 국적 | 이름                |
| ---- | ------ | ---- | ------------------- |
| -    | DF     |      | 파브리시오 폰타니니 |

| 번호 | 포지션 | 국적     | 이름              |
| ---- | ------ | -------- | ----------------- |
| -    | MF     | 우루과이 | 에밀리아노 로메로 |

## 역대 감독
| 감독                  | 임기        |
| --------------------- | ----------- |
| 구스타보 알파로       | 1992 ~ 1995 |
| 구스타보 알파로       | 1998 ~ 2000 |
| 로베르토 센시니       | 2014 ~ 2015 |
| 레오나르도 아스트라다 | 2015        |